# 布盧芒德鎮區 (伊利諾伊州麥克萊恩縣)
布盧芒德鎮區（英語：Blue Mound Township）是位於美國伊利諾伊州麥克萊恩縣的一個行政鎮區。

## 地方資料
根據2010年美國人口普查的數據，布盧芒德鎮區的面積為97.80平方千米，當中陸地面積為97.80平方千米，而水域面積為0.00平方千米。當地共有人口436人，而人口密度為每平方千米4.46人。